# تيموثي جنكينز
تيموثي جنكينز (بالإنجليزية: Timothy Jenkins) هو محامي وسياسي أمريكي، ولد في 29 يناير 1799 في الولايات المتحدة، وتوفي في 24 ديسمبر 1859 في مارتينسبورغ في الولايات المتحدة. حزبياً، نشط في الحزب الجمهوري والحزب الديمقراطي. وقد انتخب عضو مجلس النواب الأمريكي.